# Filippo I di Svezia
Filippo I Halstensson (XI secolo – 1118) fu re di Svezia dal 1100 al 1118, governò insieme al fratello, Ingold II dal 1105 al 1110, e nel Götland successe a suo zio Ingold I.

## Biografia
Si sposò in prime nozze con Ingegerd di Norvegia, figlia del re norvegese Harald Hardråde. In seconde nozze si sposò con una principessa dal nome sconosciuto.
Morì nel 1118. Secondo una tradizione è sepolto nel convento di Vreta.